# Coupe Gambardella 1997-1998
Navigation
Édition précédente Édition suivante
La coupe Gambardella 1997-1998 est la 44e édition de l'épreuve organisée par la Fédération française de football et ses ligues régionales. La compétition est ouverte aux équipes de football de jeunes dans la catégorie des 18 ans. La compétition comprend une première phase régionale suivi d'une phase nationale comportant huit tours.
Le vainqueur de l'édition 1996-1997, l'Olympique lyonnais est battu en quarts de finale par le Paris SG.

## Trente-deuxièmes de finale
Les matchs se déroulent sur le terrain du club premier nommé.
| Équipe 1                | Résultat | Équipe 2               | T.a.b. |
| ----------------------- | -------- | ---------------------- | ------ |
| US Annecy-le-Vieux      | 1-0      | US Annemasse           |        |
| Olympique Saint-Quentin | 0-3      | RC Strasbourg          |        |
| AS Saint-Priest         | 2-3      | OGC Nice               |        |
| Thionville FC           | 1-5      | SA Épinal              |        |
| SO Châtellerault        | 0-2      | ASPTT Caen             |        |
| USA Liévin              | 0-5      | US Saint-Omer          |        |
| USON Mondeville         | 0-2      | Le Havre AC            |        |
| RC Lens                 | 0-1      | Amiens SCF             |        |
| Stade montois           | 1-0      | Stade bordelais        |        |
| Valenciennes FC         | 3-1      | CS Sedan Ardennes      |        |
| FC Flers                | 0-0      | US Créteil             | 4-5    |
| Paris SG                | 8-0      | ES Troyes AC           |        |
| SC Bastia               | 2-1      | Olympique de Marseille |        |
| US Boulogne             | 0-1ap    | LOSC Lille Métropole   |        |
| AS Nancy-Lorraine       | 2-2      | AJ Auxerre             | 4-5    |
| INF Clairefontaine      | 0-1      | SM Caen                |        |
| AC Boulogne-Billancourt | 1-2      | FC Metz                |        |
| Stade rennais           | 2-1      | Red Star 93            |        |
| CO Saint-Dizier         | 0-6ap    | FC Sochaux             |        |
| FC Les Lilas            | 1-1      | ES Bonchamp            | 3-4    |
| Olympique d'Alès        | 0-1      | FC Martigues           |        |
| Brest FC                | 3-1      | Stade lavallois        |        |
| Gap FC                  | 0-2      | AS Saint-Étienne       |        |
| Quimper CFC             | 0-4      | FC Nantes              |        |
| AS Monaco               | 0-1      | Sporting Toulon        |        |
| USSA Vertou             | 0-1      | Vannes FC              |        |
| CASCOL Oullins          | 0-5ap    | Olympique lyonnais     |        |
| EA Guingamp             | 1-0      | Le Mans UC             |        |
| Nîmes Olympique         | 2-1      | Angoulème CFC          |        |
| Toulouse Fontaines      | 1-1      | FC Gueugnon            | 1-4    |
| AS Libourne             | 0-4      | AS Montferrand         |        |
| Toulouse FC             | 1-2      | Girondins de Bordeaux  |        |

## Seizièmes de finale
Les rencontres ont lieu sur le terrain du club premier nommé.
| Équipe 1           | Résultat | Équipe 2              | T.a.b. |
| ------------------ | -------- | --------------------- | ------ |
| SM Caen            | 1-4      | Girondins de Bordeaux |        |
| FC Gueugnon        | 3-1      | FC Metz               |        |
| Vannes FC          | 1-5      | FC Nantes             |        |
| US Annecy-le-Vieux | 2-0      | AS Montferrand        |        |
| US Créteil         | 1-0      | Stade montois         |        |
| Sporting Toulon    | 0-0      | SC Bastia             | 4-3    |
| Valenciennes FC    | 1-4      | AS Saint-Étienne      |        |
| OGC Nice           | 1-0      | Nîmes Olympique       |        |
| RC Strasbourg      | 1-5      | FC Sochaux            |        |
| ASPTT Caen         | 1-1      | LOSC Lille Métropole  | 2-4    |
| SA Épinal          | 1-5      | AJ Auxerre            |        |
| ES Bonchamp        | 0-3      | Le Havre AC           |        |
| Brest FC           | 2-0      | Stade rennais         |        |
| US Saint-Omer      | 2-5ap    | Paris SG              |        |
| EA Guingamp        | 3-0      | Amiens SCF            |        |
| Olympique lyonnais | 2-1      | FC Martigues          |        |

## Huitièmes de finale
Les huitièmes de finale ont lieu sur le terrain du club premier nommé.
| Équipe 1           | Résultat | Équipe 2              | T.a.b. |
| ------------------ | -------- | --------------------- | ------ |
| Paris SG           | 2-1      | FC Gueugnon           |        |
| OGC Nice           | 3-4      | Olympique lyonnais    |        |
| EA Guingamp        | 1-4      | Girondins de Bordeaux |        |
| FC Sochaux         | 1-1      | Sporting Toulon       | 10-9   |
| Brest FC           | 1-2      | LOSC Lille Métropole  |        |
| AJ Auxerre         | 2-2      | Le Havre AC           | 2-4    |
| US Créteil         | 0-3      | FC Nantes             |        |
| US Annecy-le-Vieux | 0-4      | AS Saint-Étienne      |        |

## Quarts de finale
Les quarts de finale ont lieu sur le terrain du club premier nommé.
| Équipe 1           | Résultat | Équipe 2              | T.a.b. |
| ------------------ | -------- | --------------------- | ------ |
| Le Havre AC        | 1-1      | LOSC Lille Métropole  | 3-1    |
| Olympique lyonnais | 0-0      | Paris SG              | 2-3    |
| AS Saint-Étienne   | 6-0      | Girondins de Bordeaux |        |
| FC Sochaux         | 4-0      | FC Nantes             |        |

## Demi-finale
Les rencontres se déroulent le 15 avril à Poitiers.
| Équipe 1         | Résultat | Équipe 2    | T.a.b. |
| ---------------- | -------- | ----------- | ------ |
| AS Saint-Étienne | 2-0      | FC Sochaux  |        |
| Paris SG         | 3-1      | Le Havre AC |        |

## Finale
La finale a lieu au Stade de France le 2 mai 1998 en lever de rideau de la finale de la coupe de France Paris SG-RC Lens. Elle est remportée cinq tirs au but à trois par l'AS Saint-Étienne devant le Paris SG.
| Équipe 1 | Résultat | Équipe 2         | T.a.b. |
| -------- | -------- | ---------------- | ------ |
| Paris SG | 1-1      | AS Saint-Étienne | 3-5    |

Il s'agit de la troisième victoire de l'AS Saint-Étienne dans l'épreuve,,.
Feuille de match
| 2 mai 1998 | Paris SG                   | 1-1 | AS Saint-Étienne  | Stade de France           |                           |
| | Leandro Alves da Cunha 78e | (0-0) | David Grondin 80e | Arbitrage : Olivier Thual | Arbitrage : Olivier Thual |
| | Rapport                    | |                   | Arbitrage : Olivier Thual | Arbitrage : Olivier Thual |
| | Tirs au but 3-5            | |                   | Arbitrage : Olivier Thual | Arbitrage : Olivier Thual |
| Olol - Libanus, Audrain, Dupeyron, Davy - Tronchet, Bieme, Fernandes, Mathias(Vaugeois 87e ) - Alves da Cunha, Hiroux. · Entraîneur : Patrick Liewig. | Équipes                    | Férès - Mauro (Armand 87e ), Pontal, Meslien, Grondin - Sablé, N'Dour, Lafleuriel, Tagherset - Thiaw, Mendy. · Entraîneur : Gérard Fernandez. |                   | Arbitrage : Olivier Thual | Arbitrage : Olivier Thual |